# Dewhadi
Dewhadi é uma vila no distrito de Bhandara, no estado indiano de Maharashtra.

## Demografia
Segundo o censo de 2001, Dewhadi tinha uma população de 5759 habitantes. Os indivíduos do sexo masculino constituem 50% da população e os do sexo feminino 50%. Dewhadi tem uma taxa de literacia de 75%, superior à média nacional de 59.5%: a literacia no sexo masculino é de 82% e no sexo feminino é de 67%. Em Dewhadi, 11% da população está abaixo dos 6 anos de idade.